# Jaznatj
Jaznatj (ryska: Язнач) är ett vattendrag i Belarus.   Det ligger i voblasten Homels voblast, i den centrala delen av landet, 200 km sydost om huvudstaden Minsk.
Trakten runt Jaznatj består till största delen av jordbruksmark. Runt Jaznatj är det ganska tätbefolkat, med 54 invånare per kvadratkilometer.